# Somsak Jindapan
Somsak Jindapan (ur. 6 grudnia 1997) – tajski zapaśnik walczący w stylu wolnym. Zajął szesnaste miejsce na igrzyskach azjatyckich w 2018. Dziewiąty na mistrzostwach Azji w 2019. Brązowy medalista igrzysk Azji Południowo-Wschodniej w 2019. Trzynasty na mistrzostwach Azji kadetów w 2014 roku.